# Association sportive Furiani-Agliani
Maillots
Actualités
Dernière mise à jour : 3 juillet 2024.
L'Association sportive Furiani-Agliani, abrégée en AS Furiani-Agliani, est un club de football français fondé en 1987 et situé à Furiani, commune de la banlieue sud de Bastia, en Haute-Corse.
L'équipe fanion du club évolue en National 2, soit le quatrième échelon du football français, et est entrainé par Romain Paturel.

## Histoire

### Genèse du club
L'Association sportive Furiani-Agliani voit le jour en 1987.

### Montée en National 2 puis redescente et nouvelle accession (2017-)
En 2017, l'ASFA monte en National 2. Mais l'expérience et courte puisque les corses sont relégués en National 3. En 2022 et après une superbe saison conclue par une première place de son groupe de N3, le club insulaire remporte son ticket pour le N2.
Les furianinchis obtiennent un maintien confortable pour leur saison du retour (quatrième place sur 16 équipes en N2).
Lors du mercato estivale 2023, le club corse conserve l'ossature de son équipe tout en recrutant des joueurs habitués aux joutes du National2. La saison débute par un match nul (0-0) contre Fleury. La première victoire intervient lors de la quatrième journée contre Créteil. Les insulaires enchaînent ensuite les bonnes performances et ne perdent leur premier match qu'à la huitième journée contre les FCSR Haguenau.
Avec seulement trois défaites (total le plus faible de la poule D de National 2, Furiani-Agliani termine troisième, a sept points de la première place.

#### Départ de Patrick Videira, début de l'ère Paturel
A l'issue de la saison 2023-2024, le club annonce le départ de Patrick Videira de son poste d'entraîneur. Il est remplacé par Romain Paturel, ancien entraîneur de l'UF Mâcon et qui officiait comme adjoint d'Alain Pochat a Villefranche depuis Mars 2024.
Le mercato commence par le recrutement de Sébastien Da Silva en provenance du FC Borgo,. Le club recrute également le gardien Théo Châtelain, prêté par le Stade Lavallois,.
Placé dans la poule C de N2, Furiani entame son championnat avec une victoire contre le promu Thionville, mais est giflé à l'extérieur lors de la journée suivante contre un autre promu, Balagne, dans un derby qui s'achève sur une défaite 4-0. 

## Résultats sportifs

### Palmarès
- Championnat de Corse (3) : 
  - Champion : 1990, 2014, 2016

- Coupe de Corse (1) :
  - Vainqueur : 1991

### Bilan sportif

#### En championnat
Fondé en 1987, l'ASFA a majoritairement évolué dans les divisions régionales Corse, notamment en Division d'honneur. Le club accède a un championnat national pour la première fois en 2009, la CFA2 (EX-National 3) et s'y maintient trois saisons (2009-2010, 2010-2011 et 2011-2012 lors duquel l'équipe finit seizième et descend en DH,).
Revenu en CFA2 le temps d'une saison, le club ne s'y maintient pas et retrouve le football régional pendant une saison, saison fantastique ou l'équipe finie 1ère. Revenu en CFA2, le club monte en National 2 mais descend en 2019. De retour en National 3 (Ex-CFA2), les Furianinchis subissent le Covid-19. La saison 2019-2020 est tronquée tous comme la saison suivante.
Lors de la saison 2021-2022, le football amateur reprend et Furiani accède au National 2 après une saison formidable, couronnée d'une première place largement acquise. Depuis deux saisons, le club se maintient en National 2 grâce à de bonnes performances.
Au total, Furiani-Agliani a passé 12 saisons dans les championnats nationaux (N3 et N2). La saison 2024-2025 sera la treizième, et la quatrième en quatrième division.

## Structures du club

### Stade du Bastio
Pendant longtemps, l'AS Furiani-Agliani a évolué au stade du Bastio, d'une capacité de 1 500 places. Désormais, il est reservé aux équipes de jeunes du club.

### Stade Erbajolo
Ancien stade du Cercle athlétique bastiais, le stade Erbajolo est l'antre de l'équipe fanion furianinchis depuis l'accession dans les championnats nationaux.
Doté d'une unique tribune, le stade peut accueillir 2000 spectateurs.

## Logos

Logo jusqu'en 2020.
Logo depuis 2020.